# پادشاه گونگ ژو
پادشاه گونگ از ژو (به چینی: 周共王) با نام شخصی جی ییهو (به چینی: 姬繄扈)؛ ششمین پادشاه دودمان ژو در چین باستان بود. تاریخ سلطنت وی مورد اختلاف است، اما عموماً تصور می‌شود که او از ۹۲۲ تا ۹۰۰ پ. م یا ۹۱۷/۱۵ تا ۹۰۰ پ. م حکومت کرده‌است.

## زندگی
پادشاه گونگ ژو در سال ۹۲۲ پ. م پس از درگذشت پدرش، پادشاه مو ژو، بر تخت نشست. او بر خلاف برخی از اجداد خود، به جای گسترش قلمرو یا تسخیر دیگران از طریق جنگ، به توسعه اقتصاد و افزایش دارایی خود اختصاص داد.
طبق یکی از گزارش های ثبت شده توسط تاریخ نگار بزرگ، پادشاه گونگ ژو در یک جنگ ایالت می را ویران کرد. هنگامی که او در ایالت می در حال گردش بود، سه زن بسیار زیبا را دید و به ارباب می دستور داد تا آنها را پیدا کند و به کاخش بفرستد. اما ارباب ایالت آن سه زن را به عنوان صیغه خود گرفت که باعث عصبانیت پادشاه گونگ شد. پس به این ایالت هجوم آورد و آن ارباب را اعدام کرد.
او پس از ۱۵ سال سلطنت، با آرامش در کاخ درگذشت و تاج و تخت را به پسرش، پادشاه ییه ژو سپرد.

## خانواده
ملکه‌ها
- وانگ گویی از طایفه گویی (王媯 媯姓)

پسران
- ولیعهد جیان (太子囏؛ ۸۹۹-۸۹۲ پ. م)؛ پادشاه ییه ژو